# Mady Camara
Mohamed Mady Camara (ur. 28 lutego 1997 w Matam) – gwinejski piłkarz występujący na pozycji pomocnika w greckim klubie Olympiakos oraz w reprezentacji Gwinei.

## Kariera klubowa

### AC Ajaccio
W maju 2015 roku Camara zaczął trenować z drużyną AC Ajaccio. W 2016 roku podpisał profesjonalny kontrakt z zespołem. Zadebiutował 6 stycznia 2017 w meczu Pucharu Francji przeciwko AS Monaco (2:1). W Ligue 2 zadebiutował 13 stycznia 2017 w meczu przeciwko Troyes AC (1:2). Pierwszą bramkę zdobył 27 stycznia 2017 w meczu ligowym przeciwko FC Bourg-Péronnas (3:2).

### Olympiakos
6 marca 2018 roku podpisał pięcioletni kontrakt z klubem Olympiakos. Zadebiutował 9 sierpnia 2018 w meczu kwalifikacji do Ligi Europy UEFA przeciwko FC Luzern (4:0). W Superleague Ellada zadebiutował 26 sierpnia 2018 w meczu przeciwko APO Lewadiakos (1:0). Pierwszą bramkę zdobył 16 września 2018 w meczu ligowym przeciwko Asteras Tripolis (2:1). 20 września 2018 zadebiutował w fazie grupowej Ligi Europy UEFA w meczu przeciwko Realowi Betis (0:0). 23 lipca 2019 zadebiutował w kwalifikacjach do Ligi Mistrzów UEFA w meczu przeciwko Viktorii Pilzno (0:0). 1 października 2019 zadebiutował w fazie grupowej Ligi Mistrzów UEFA w meczu przeciwko FK Crvena zvezda (3:1). W sezonie 2019/20 jego zespół zajął pierwsze miejsce w tabeli zdobywając mistrzostwo Grecji. 12 września 2020 wystąpił w finale Pucharu Grecji przeciwko AEK Ateny (0:1), gdzie asystował przy bramce Lazara Ranđelovicia i zdobył trofeum. 1 grudnia 2020 zdobył pierwszą bramkę w fazie grupowej Ligi Mistrzów UEFA w meczu przeciwko Olympique Marsylia (2:1). W sezonie 2020/21 jego drużyna ponownie zdobyła mistrzostwo Grecji.

## Kariera reprezentacyjna

### Gwinea
W 2018 roku otrzymał powołanie do reprezentacji Gwinei. Zadebiutował 9 września 2018 w meczu eliminacji Pucharu Narodów Afryki 2019 przeciwko reprezentacji Republiki Środkowoafrykańskiej (1:0). 13 czerwca 2019 roku otrzymał powołanie na Puchar Narodów Afryki 2019. Pierwszą bramkę zdobył 11 listopada 2020 w meczu eliminacji Pucharu Narodów Afryki 2021 przeciwko reprezentacji Czadu (1:0).

## Statystyki

### Klubowe
(aktualne na dzień 20 lutego 2022)
| Klub               | Sezon              | Liga               | Liga  | Liga   | Puchar kraju | Puchar kraju | Puchar ligi | Puchar ligi | Europa | Europa | Suma  | Suma   |
| Klub               | Sezon              | Liga               | Mecze | Bramki | Mecze        | Bramki       | Mecze       | Bramki      | Mecze  | Bramki | Mecze | Bramki |
| ------------------ | ------------------ | ------------------ | ----- | ------ | ------------ | ------------ | ----------- | ----------- | ------ | ------ | ----- | ------ |
| AC Ajaccio         | 2016/17            | Ligue 2            | 18    | 2      | 1            | 0            | 0           | 0           | –      | –      | 19    | 2      |
| AC Ajaccio         | 2017/18            | Ligue 2            | 29    | 1      | 2            | 0            | 1           | 0           | –      | –      | 32    | 1      |
| AC Ajaccio         | Ogólnie            | Ogólnie            | 47    | 3      | 3            | 0            | 1           | 0           | 0      | 0      | 51    | 3      |
| Olympiakos         | 2018/19            | Superleague Ellada | 24    | 6      | 2            | 0            | –           | –           | 10     | 0      | 36    | 6      |
| Olympiakos         | 2019/20            | Superleague Ellada | 31    | 6      | 5            | 1            | –           | –           | 15     | 0      | 51    | 7      |
| Olympiakos         | 2020/21            | Superleague Ellada | 31    | 3      | 5            | 0            | –           | –           | 10     | 1      | 46    | 4      |
| Olympiakos         | 2021/22            | Superleague Ellada | 19    | 0      | 2            | 0            | –           | –           | 12     | 2      | 33    | 2      |
| Olympiakos         | Ogólnie            | Ogólnie            | 105   | 15     | 14           | 1            | 0           | 0           | 47     | 3      | 166   | 19     |
| Ogólnie w karierze | Ogólnie w karierze | Ogólnie w karierze | 152   | 18     | 17           | 1            | 1           | 0           | 47     | 3      | 217   | 22     |

### Reprezentacyjne
(aktualne na dzień 20 lutego 2022)
| Reprezentacja | Rok     | Mecze | Bramki |
| ------------- | ------- | ----- | ------ |
| Gwinea        |         |       |        |
| 2018          | 4       | 0     |        |
| 2019          | 8       | 0     |        |
| 2020          | 3       | 1     |        |
| 2021          | 6       | 0     |        |
| Ogólnie       | Ogólnie | 21    | 1      |

| Mecze i gole w reprezentacji | Mecze i gole w reprezentacji | Mecze i gole w reprezentacji | Mecze i gole w reprezentacji  | Mecze i gole w reprezentacji | Mecze i gole w reprezentacji | Mecze i gole w reprezentacji | Mecze i gole w reprezentacji    |
| Lp.                          | Data                         | Miejsce                      | Gospodarz                     | Gość                         | Wynik                        | Gol                          | Rozgrywki                       |
| ---------------------------- | ---------------------------- | ---------------------------- | ----------------------------- | ---------------------------- | ---------------------------- | ---------------------------- | ------------------------------- |
| 1.                           | 09.09.2018                   | Konakry                      | Gwinea                        | Republika Środkowoafrykańska | 1:0                          |                              | el. Pucharu Narodów Afryki 2019 |
| 2.                           | 12.10.2018                   | Konakry                      | Gwinea                        | Rwanda                       | 2:0                          |                              | el. Pucharu Narodów Afryki 2019 |
| 3.                           | 16.10.2018                   | Kigali                       | Rwanda                        | Gwinea                       | 1:1                          |                              | el. Pucharu Narodów Afryki 2019 |
| 4.                           | 18.11.2018                   | Konakry                      | Gwinea                        | Wybrzeże Kości Słoniowej     | 1:1                          |                              | el. Pucharu Narodów Afryki 2019 |
| 5.                           | 24.03.2019                   | Bangi                        | Republika Środkowoafrykańska  | Gwinea                       | 0:0                          |                              | el. Pucharu Narodów Afryki 2019 |
| 6.                           | 11.06.2019                   | Marrakesz                    | Benin                         | Gwinea                       | 1:0                          |                              | Mecz towarzyski                 |
| 7.                           | 16.06.2019                   | Aleksandria                  | Egipt                         | Gwinea                       | 3:1                          |                              | Mecz towarzyski                 |
| 8.                           | 22.06.2019                   | Aleksandria                  | Gwinea                        | Madagaskar                   | 2:2                          |                              | Puchar Narodów Afryki 2019      |
| 9.                           | 30.06.2019                   | Kair                         | Burundi                       | Gwinea                       | 0:2                          |                              | Puchar Narodów Afryki 2019      |
| 10.                          | 07.07.2019                   | Kair                         | Algieria                      | Gwinea                       | 3:0                          |                              | Puchar Narodów Afryki 2019      |
| 11.                          | 14.11.2019                   | Bamako                       | Mali                          | Gwinea                       | 2:2                          |                              | el. Pucharu Narodów Afryki 2021 |
| 12.                          | 17.11.2019                   | Konakry                      | Gwinea                        | Namibia                      | 2:0                          |                              | el. Pucharu Narodów Afryki 2021 |
| 13.                          | 10.10.2020                   | Faro                         | Republika Zielonego Przylądka | Gwinea                       | 1:2                          |                              | Mecz towarzyski                 |
| 14.                          | 11.11.2020                   | Konakry                      | Gwinea                        | Czad                         | 1:0                          | Gol                          | el. Pucharu Narodów Afryki 2021 |
| 15.                          | 15.11.2020                   | Ndżamena                     | Czad                          | Gwinea                       | 1:1                          |                              | el. Pucharu Narodów Afryki 2021 |
| 16.                          | 24.03.2021                   | Konakry                      | Gwinea                        | Mali                         | 1:0                          |                              | el. Pucharu Narodów Afryki 2021 |
| 17.                          | 31.05.2021                   | Antalya                      | Turcja                        | Gwinea                       | 0:0                          |                              | Mecz towarzyski                 |
| 18.                          | 01.09.2021                   | Nawakszut                    | Gwinea Bissau                 | Gwinea                       | 1:1                          |                              | el. MŚ 2022                     |
| 19.                          | 06.10.2021                   | Marrakesz                    | Sudan                         | Gwinea                       | 1:1                          |                              | el. MŚ 2022                     |
| 20.                          | 09.10.2021                   | Agadir                       | Gwinea                        | Sudan                        | 2:2                          |                              | el. MŚ 2022                     |
| 21.                          | 12.10.2021                   | Rabat                        | Gwinea                        | Maroko                       | 1:4                          |                              | el. MŚ 2022                     |

## Sukcesy

### Olympiakos
- Mistrzostwo Grecji (2×): 2019/2020, 2020/2021
- Puchar Grecji (1×): 2020

### Wyróżnienia
- Piłkarz Roku w Gwinei (1×): 2019/20[22]